# Mayumi Aoki
Mayumi Aoki (Yamaga, 1 de maio de 1953) é um ex-nadadora japonesa, especialista no nado borboleta e campeã olímpica em 1972.
Na prova dos 100 metros borboleta, foi medalhista de ouro nos Jogos Olímpicos de Munique 1972 e de bronze no Mundial de Belgrado 1973. Além disto, Aoki foi recordista mundial da prova por 2 vezes em 1972.
Em 1989 foi introduzida no International Swimming Hall of Fame.